# Ultralcis latipennis
Ultralcis latipennis är en fjärilsart som beskrevs av George Duryea Hulst 1896. Ultralcis latipennis ingår i släktet Ultralcis och familjen mätare. Inga underarter finns listade i Catalogue of Life.